# Statens gæstehus Diaoyutai
39°55′0.8256″N 116°19′40.512″Ø / 39.916896000°N 116.32792000°Ø
Statens gæstehus Diaoyutai (forenklet kinesisk: 钓鱼台国宾馆, traditionel kinesisk: 釣魚台國賓館, pinyin: Diàoyútái Guó Bīnguǎn) er et historisk hotel- og gæstehuskompleks i Beijing i Folkerepublikken Kina. Det består af en række bygninger og haver. Navnet Diaoyutai betyd fiskeplattform og det var et yndet fiskested for kejseren Zhangzong af Jin. 
Hotelkomplekset er et af de ti store bygninger fra 1959 et enormt byggeprojekt i Beijing i forbindelse med tiårsdagen for Folkerepublikkens etablering den 1. december 1949.
Gæstehuset benyttes til at huse besøgende politiske ledere fra provinserne. Mao Zedongs hustru Jiang Qing boede her.
Komplekset ligger i bydistriktet Haidian, vest for Sanlihegaten og øst for Yuyuantanparken.

## Links
- officiel hjemmeside Arkiveret 29. marts 2010 hos  Wayback Machine